# Luísa Guilhermina da Baviera
Luísa Guilhermina da Baviera (em alemão: Ludovika Wilhelmine von Bayern; Munique, 30 de agosto de 1808 — Munique, 25 de janeiro de 1892) foi a oitava filha do rei Maximiliano I José da Baviera e de sua segunda esposa, a princesa Carolina de Baden. Foi a mãe da imperatriz Isabel da Áustria (conhecida como Sissi).

## Casamento e filhos

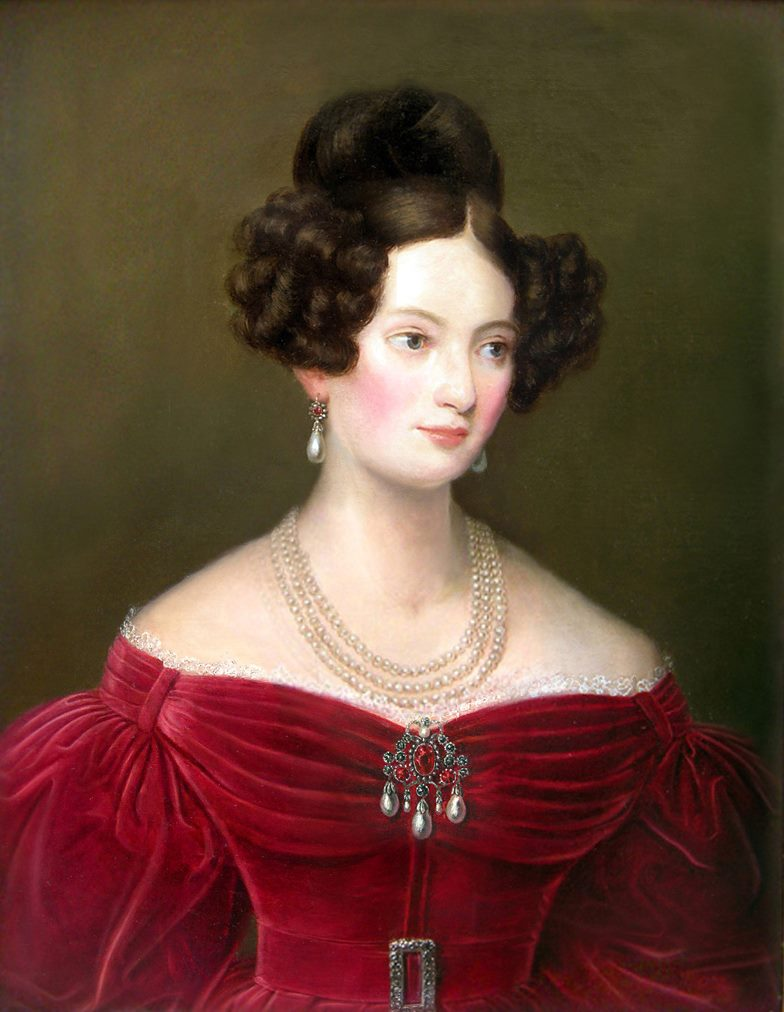
Luísa Guilhermina por Joseph Karl Stieler

Em 9 de setembro de 1828, em Tegernsee, Luísa casou-se com seu primo, Maximiliano, Duque na Baviera (1808-1888). Eles tiveram dez filhos.
| Nome                             | Nascimento              | Morte                   | Observações |
| -------------------------------- | ----------------------- | ----------------------- | --- |
| Luís Guilherme                   | 21 de junho de 1831     | 6 de novembro de 1920   | Casou-se morganaticamente com Henriette Mendel, renunciando aos seus direitos de sucessão, e depois com Barbara Antonie Barth, também morganaticamente. |
| Guilherme Carlos da Baviera      | 24 de dezembro de 1832  | 13 de fevereiro de 1833 | Morto na infância. |
| Helena Carolina da Baviera       | 4 de abril de 1834      | 16 de maio de 1890      | Era chamada de "Nene". Casou-se com Maximiliano Antônio Lamoral, príncipe herdeiro de Thurn e Taxis. Sua filha Isabel casou-se com Miguel Januário de Bragança. |
| Isabel da Baviera                | 24 de dezembro de 1837  | 10 de setembro de 1898  | Era chamada de "Sisi" (Sissi nos filmes). Tornou-se imperatriz da Áustria e rainha da Hungria. |
| Carlos Teodoro, Duque na Baviera | 9 de agosto de 1839     | 30 de novembro de 1909  | Era chamado de "Gackl". Casou-se duas vezes: primeiro com Sofia da Saxônia em 1865 e depois com Maria José de Bragança em 1874. Com sua primeira esposa, teve uma filha, Amélia da Baviera (1865-1912), que desposou Mindaugas II da Lituânia. Ele e Maria José tiveram cinco filhos, entre os quais estão Isabel, que se casou com Alberto I da Bélgica, e Maria Gabriela, que se casou com Ruperto, Príncipe Herdeiro da Baviera. |
| Maria Sofia da Baviera           | 4 de outubro de 1841    | 19 de janeiro de 1925   | Casou-se com Francisco II das Duas Sicílias, cuja sobrinha foi Maria Pia de Bourbon, nora da princesa Isabel do Brasil. |
| Matilde Luísa da Baviera         | 30 de setembro de 1843  | 18 de junho de 1925     | Casou-se com Luís, Conde de Trani, filho de Fernando II das Duas Sicílias. Foi a mãe de Maria Teresa de Bourbon-Duas Sicílias, que desposou Guilherme de Hohenzollern. |
| Maximiliano da Baviera           | 8 de dezembro de 1845   | 8 de dezembro de 1845   | Natimorto.￼ |
| Sofia Carlota da Baviera         | 23 de fevereiro de 1847 | 4 de maio de 1897       | Por um tempo, foi a noiva de Luís II da Baviera, mas desposou Fernando de Orléans, Duque de Alençon (irmão de Gastão de Orléans, Conde d'Eu). |
| Maximiliano Emanuel da Baviera   | 7 de dezembro de 1849   | 12 de junho de 1893     | Era chamado de "Mapperl". Casou-se com Amália, filha de Augusto de Saxe-Coburgo-Gota e irmã de Luís Augusto de Saxe-Coburgo-Gota. |

## Honras
- Espanha: 613.° Dama Nobre da Ordem da Rainha Maria Luísa - .